# Elettrotreno Taiwan High Speed 700T
Il Taiwan High Speed 700T è un elettrotreno di fabbricazione giapponese per linee veloci, costruito per conto della Taiwan High Speed Rail e in servizio presso questa compagnia. È basato sugli Shinkansen Serie 700.